# الأنصار (الرقة)
الأنصار قرية سورية تتبع ناحية مركز الرقة في منطقة مركز الرقة في محافظة الرقة. بلغ عدد سكانها 1587 نسمة في عام 2004 حسب إحصاء المكتب المركزي للإحصاء.